# Rafik Messali
Rafik Messali, né le 28 avril 2003 à Toulouse en France, est un footballeur franco-algérien qui évolue au poste de milieu de terrain gauche au Toulouse FC.

## Biographie

### Carrière en club
Rafik Messali intègre le centre de formation du Toulouse FC en 2016, à l'âge de 13 ans,. Il évolue d'abord dans des positions offensives avant de se fixer au poste de latéral droit, où il se distingue par sa vitesse dans son couloir. Son parcours est marqué par des blessures significatives, notamment deux ruptures des ligaments croisés, qui le tiennent éloigné des terrains pendant plusieurs mois. Il fait malgré cela preuve de résilience, poursuit sa progression au sein du club, et, le 12 septembre 2024, est récompensé avec la signature de son premier contrat professionnel avec le TFC,.
Le 10 novembre 2024, il fait ses débuts en Ligue 1 lors d'une victoire 2-0 contre Rennes, entrant en jeu à la place de Zakaria Aboukhlal,.

### En sélection
Messali chosit en 2021 de représenter l'Algérie, pays d'origine de ses parents.
il dispute avec l'équipe d'Algérie des moins de 20 ans le Championnat d'Afrique du Nord des moins de 20 ans en 2022.

## Statistiques

### En club
| Saison                | Club                  | Championnat           | Championnat | Championnat | Championnat | Coupe(s) nationale(s) | Coupe(s) nationale(s) | Coupe(s) nationale(s) | Total | Total | Total |
| Saison                | Club                  | Division              | M.          | B.          | P.d.        | M.                    | B.                    | P.d.                  | M.    | B.    | P.d.  |
| 2021-2022             | Toulouse FC rés.      | National 3            | 9           | 0           | 1           | -                     | -                     | -                     | 9     | 0     | 1     |
| 2022-2023             | Toulouse FC rés.      | National 3            | 5           | 0           | 0           | -                     | -                     | -                     | 5     | 0     | 0     |
| 2023-2024             | Toulouse FC rés.      | National 2            | 8           | 0           | 0           | -                     | -                     | -                     | 8     | 0     | 0     |
| 2024-2025             | Toulouse FC rés.      | National 3            | 6           | 0           | 0           | -                     | -                     | -                     | 6     | 0     | 0     |
| Sous-total            | Sous-total            | Sous-total            | 28          | 0           | 1           | -                     | -                     | -                     | 28    | 0     | 1     |
| 2024-2025             | Toulouse FC           | Ligue 1               | 13          | 0           | 1           | 3                     | 0                     | 0                     | 16    | 0     | 1     |
| 2025-2026             | Toulouse FC           | Ligue 1               | -           | -           | -           | -                     | -                     | -                     | 0     | 0     | 0     |
| Sous-total            | Sous-total            | Sous-total            | 13          | 0           | 1           | 3                     | 0                     | 0                     | 16    | 0     | 1     |
| Total sur la carrière | Total sur la carrière | Total sur la carrière | 41          | 0           | 2           | 3                     | 0                     | 0                     | 44    | 0     | 2     |